# Chevrolet Bel Air
Der Chevrolet Bel Air war ein PKW der Mittelklasse, der in den Modelljahren 1953 bis 1975 von Chevrolet in den USA zunächst als Luxusversion des Modells Two-Ten und damit Spitzenmodell gebaut wurde. Mit Einführung des Impala als eigenständige Modellreihe 1959 stellte er die mittlere Ausstattungsvariante dar. Ab 1973, nach dem Wegfall des Biscayne, war er Chevrolets günstigstes Angebot in seiner Klasse. In den USA wird das Fahrzeug auf Grund der Gesamtlänge und des Radstandes zu den Full-Size Cars gezählt. Die Ausstattung und die Marktposition der Marke Chevrolet lässt den Bel Air in Europa zur Mittelklasse zählen.

## Modellgeschichte

### Bel Air Serie 2400C (1953–1957)
Bereits im Modelljahr 1952 trug das Hardtop-Coupé der Two-Ten-Baureihe den Beinamen Bel Air. 1953 wurde der Bel Air mit der Seriennummer 2400C zur eigenen Baureihe. Zum Zeitpunkt seines Erscheinens stellte der Bel Air das Top-Modell von Chevrolet dar. Das Fahrzeug konnte mit Klimaanlage, Servolenkung, Servobremse und Automatikgetriebe und ab 1955 einem V8-Motor ausgerüstet werden. Das Fahrzeug war konventionell mit Frontmotor und Hinterradantrieb ausgerüstet. Vorne verfügte er über eine Einzelradaufhängung mit Schraubenfedern und hinten über eine Starrachse mit Blattfedern. Die Anhängelast betrug 2235 kg.
Es wurden neben den zwei- und viertürigen Limousinen auch ein Coupé sowie ein Kombi angeboten. Ebenso gab es Hardtop-Versionen mit zwei oder vier Türen. Es gab eine drei- sowie fünftürige Kombiversion, wobei der Dreitürer Nomad und der Fünftürer Townsman genannt wurde. Weiterhin gab es auch noch ein Cabriolet. Die Gesamtproduktion belief sich auf 535.784 Einheiten.
Er traf den Zeitgeschmack der Amerikaner genau, hatte viel Platz, war günstig im Verbrauch und zeigte Heckflossen. Insbesondere das 1957er-Modell ist heute als Oldtimer sehr beliebt.

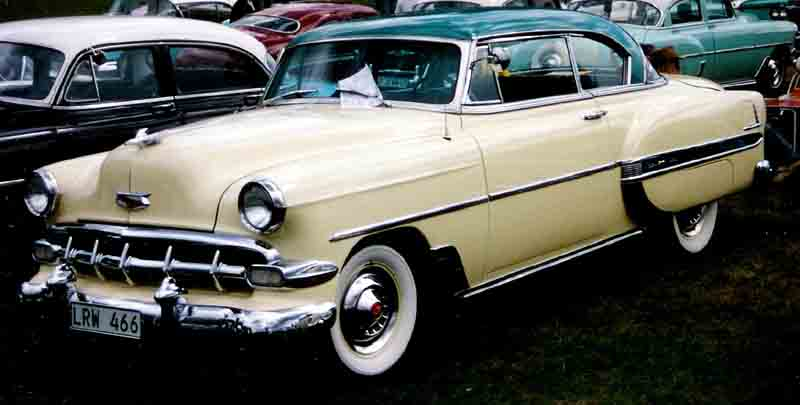
Chevrolet Bel Air 2400C Hardtop-Coupé (1954)
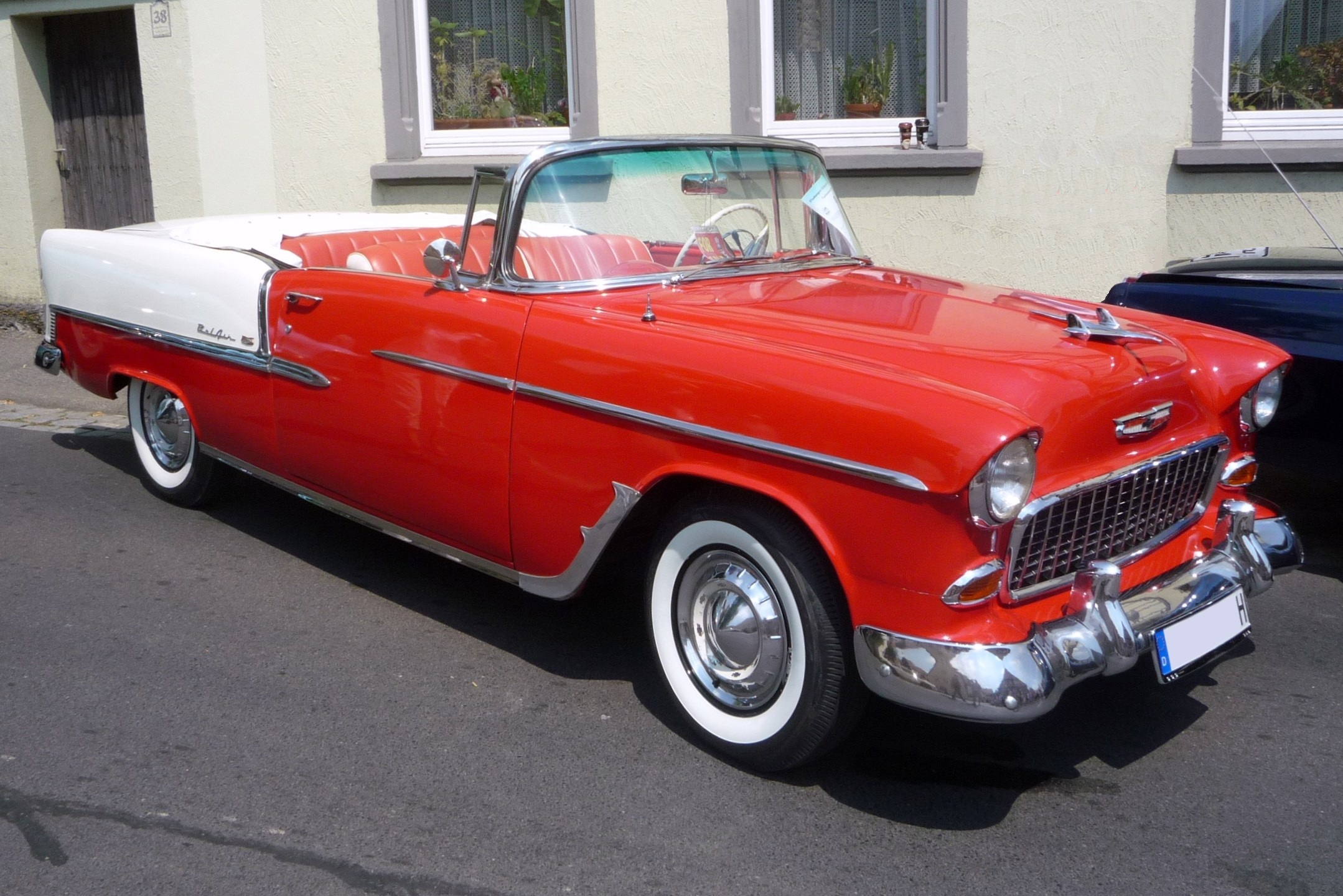
Chevrolet Bel Air Cabriolet (1955)
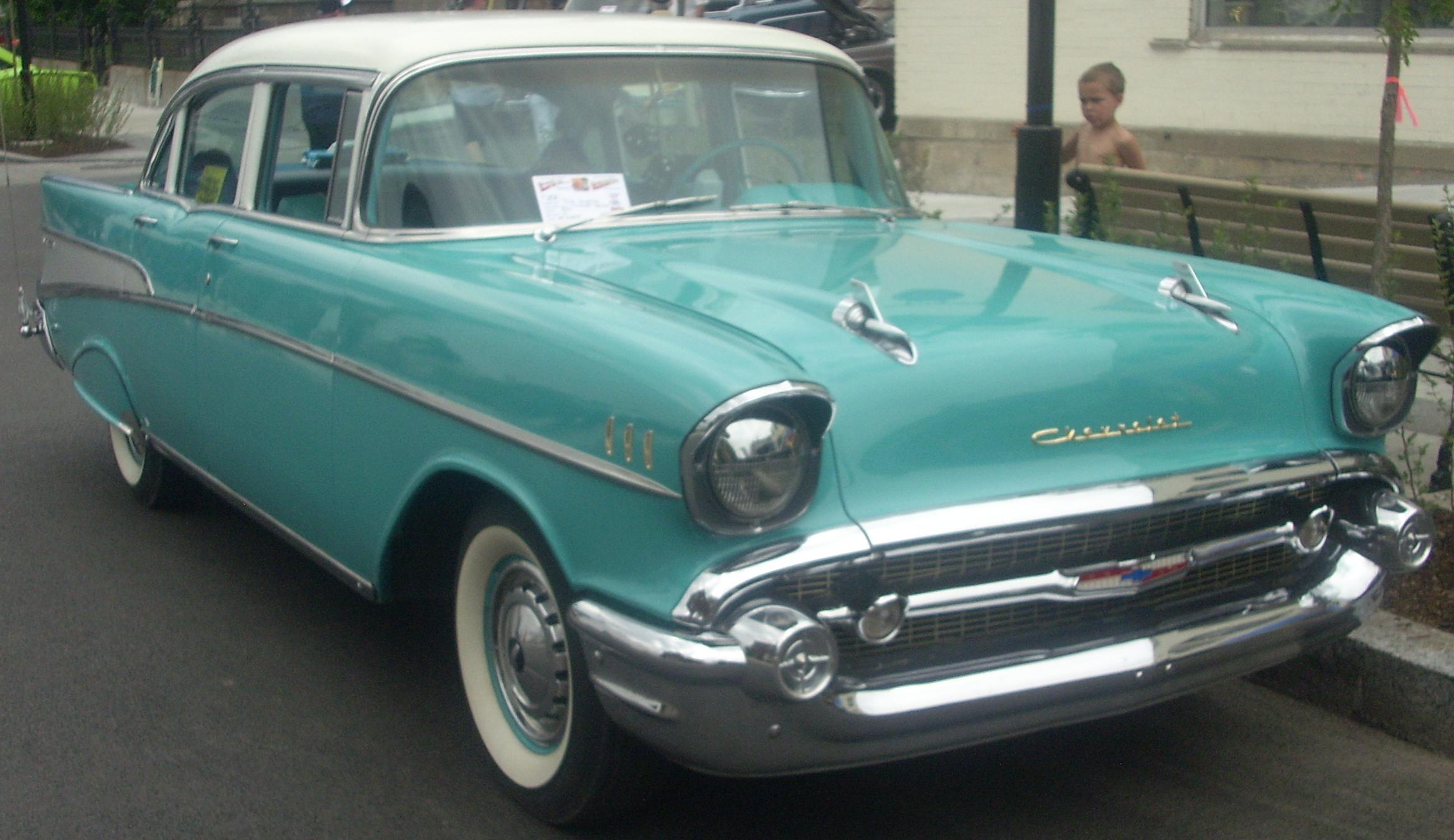
Chevrolet Bel Air 4-Door Sedan mit optionaler hinterer Radabdeckung (1957)
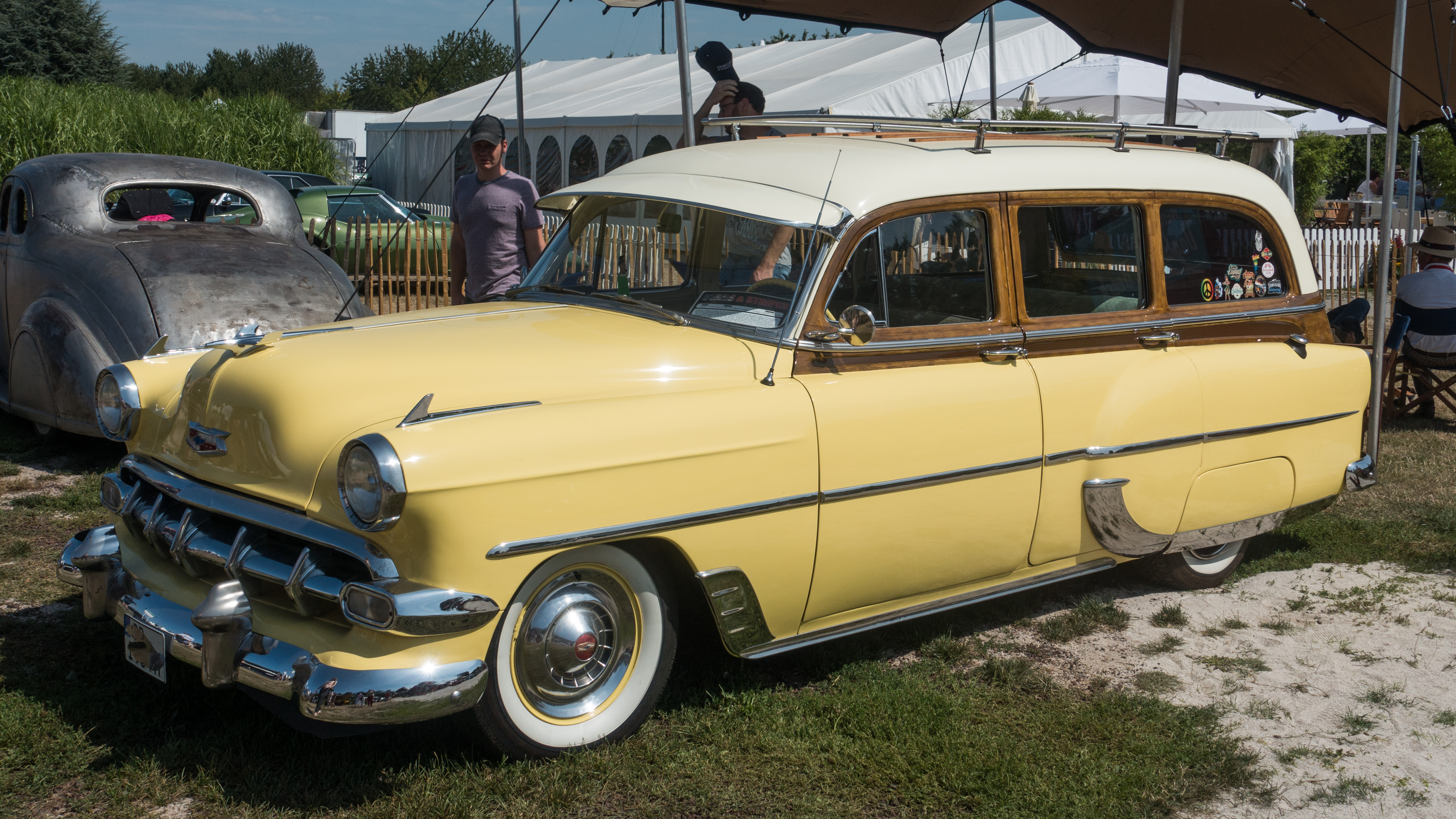
Chevrolet Bel Air Station Wagon (1954)

### Bel Air Serien 1700 und 1800 (1958)
Das 1958er Modelljahr sollte in seiner Form bereits im Jahr 1957 auf den Markt kommen. Da sich jedoch die Entwicklung verzögerte, startete es als 1958 Modelljahr und blieb so auch nur ein Jahr im Programm. Wie der Biscayne, der dem Two-Ten nachfolgte, bekam 1958 auch der Bel Air ein komplett neues Gesicht. In den vorangegangenen Modelljahren trug die Front, wie bei allen anderen Fabrikaten und Modellen auch, Einzelscheinwerfer. Mit der Vorstellung des Cadillac Eldorado Brougham führte der Hersteller 1957 Doppelscheinwerfer ein. Dafür musste jedoch das Zulassungsgesetz der USA geändert werden. Sämtliche Hersteller, einschließlich Chevrolet mit dem 1958er Modellreihen Bel Air und Bel Air Impala, folgten dem Beispiel. Der 1958er Chevy war deutlich größer als die vorangegangenen Jahre 1955–1957. Durch den neuen X-Traversen-Rahmen war er stabiler und hatte einen um 70 mm längeren Radstand. Er erhielt eine neue Viergelenk-Hinterachse mit Schraubenfedern, die vordere Radaufhängung hatte ebenfalls Schraubenfedern. Eine Luftfederung war für nur 12 USD als Extra lieferbar. Der Impala war rundherum mit Trommelbremsen bestückt.
Die Sechszylindermodelle hießen dabei Serie 1700 und hatten den vom Vorgänger bekannten Reihenmotor mit 3859 cm3, der 145 PS (107 kW) bei 4200 min−1 abgab. In der Serie 1800 waren sechs verschiedene V8-Motoren lieferbar; Basis war ein Motor mit 4638 cm3, der bei 4600 min−1 eine Leistung von 185 PS (136 kW) abgab. Auf Wunsch und gegen Aufpreis waren in dieser Serie auch folgende Motoren erhältlich:
| Typ                        | Hubraum [cm3] | Verdichtung [:1] | Gemischaufbereitung     | Auspuff | Leistung [bhp/kW] | bei Drehzahl [min−1] |
| -------------------------- | ------------- | ---------------- | ----------------------- | ------- | ----------------- | -------------------- |
| Super Turbo-Fire V-8       | 4638          | 9,5              | Doppel-Registervergaser | Einfach | 230 / 169         | 4800                 |
| Turbo-Thrust V-8           | 5703          | 9,5              | Doppel-Registervergaser | Doppelt | 250 / 184         | 4400                 |
| Super-Turbo-Thrust V-8     | 5703          | 9,5              | Drei Registervergaser   | Doppelt | 280 / 206         | 4800                 |
| Super-Turbo-Thrust V-8     | 5703          | 11,0             | Drei Registervergaser   | Doppelt | 315 / 232         | 5600                 |
| Ram-Jet Fuel Injection V-8 | 4638          | 9,5              | Einspritzung            | Einfach | 250 / 184         | 5000                 |

Wie im Vorjahr wurden zwei Limousinen mit zwei oder vier Türen, ein zweitüriges Hardtop-Coupé und eine viertürige Hardtop-Limousine angeboten. Ein spezielles zweitüriges Hardtop-Coupé, ohne B-Säule und das zweitürige Cabriolet trugen den Beinamen Impala, der nur noch fünftürige Kombi hieß wieder Nomad. Anstatt der einzelnen Scheinwerfer des Vorgängermodells befanden sich unter den Schuten nun Doppelscheinwerfer.

### Bel Air Serien 1500 und 1600 (1959–1964)
Komplett überarbeitet präsentierten sich die Chevrolet-Modelle des Modelljahres 1959. Die deutlich flacheren Karosserien mit längerem Radstand hatten einen Kühlergrill über die gesamte Fahrzeugbreite mit integrierten Doppelscheinwerfern und am Heck charakteristische, als Flügel ausgebildete Heckflossen, unter denen linsenförmige Rückleuchten angeordnet waren. Der einfach ausgestattete Del Ray war verschwunden und der Impala wurde zum neuen Spitzenmodell. Der Biscayne wurde zum Einstiegsmodell und der Bel Air der Serien 1500 (Sechszylinder) und 1600 (V8) nahm den mittleren Platz ein. Neben einer zwei- oder viertürigen Limousine gab es nun eine viertürige Hardtop-Limousine und zwei fünftürige Kombis. Der einfacher ausgestattete mit sechs Sitzplätzen hieß Parkwood, der luxuriösere mit neun Sitzplätzen Kingswood.
Das Motorenangebot des Vorjahres wurde im Wesentlichen übernommen.
1960 gab es wenig stilistische und technische Veränderungen. Die Serie bekam wieder ein zweitüriges Hardtop-Coupé.
1961 folgte ein Facelift, das von den Heckflügeln nur noch Andeutungen übrig ließ. Die Motorenpalette wurde um einen V8 mit 6702 cm3 Hubraum und 360 PS (265 kW) Leistung erweitert. Auch die anderen Aggregate legten an Leistung zu. Der neunsitzige Kombi hieß nun ebenfalls Parkwood, der Kingswood war eingestellt worden.
1962 wurde in der unteren Mittelklasse der Chevy II eingeführt, sodass die drei Modelle Biscayne, Bel Air und Impala die obere Hälfte des Chevrolet-Angebotes darstellten. Die Karosserien waren gestrafft und die linsenförmigen Rückleuchten wichen drei runden Exemplaren auf jeder Seite. Der 6,7-Liter-V8 erreichte mit 409 PS (301 kW) einen neuen Spitzenwert. Die viertürige Hardtop-Limousine wurde nicht mehr angeboten und die beiden Kombis hießen nun wieder Bel Air Station Wagon.
1963 gab es fast keine stilistischen Veränderungen, aber die Motorleistung des 6,7-Liter-V8 legt auf 425 PS (313 kW) zu und zusätzlich war ein V8 mit 6997 cm3 Hubraum und 430 PS (316 kW) erhältlich. Auch das letzte Hardtop-Modell verschwand.
1964 wurde nur die Frontmaske leicht überarbeitet und zeigte einen etwas niedrigeren Kühlergrill.
In Ostdeutschland wurde das Fahrzeug als Wagen der Olsenbande populär. Die drei Gauner waren meist mit einem etwas heruntergekommenen Bel Air aus dem Modelljahr 1959 unterwegs. Dieser ist bis heute Bestandteil des Olsenbandenkults.

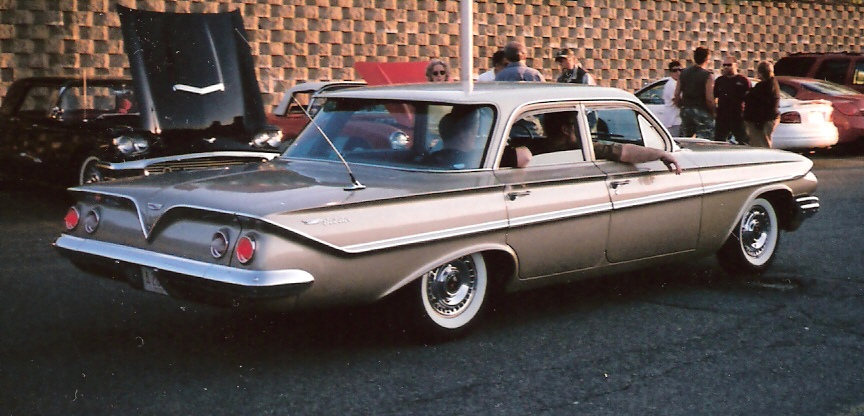
Chevrolet Bel Air Sedan (1961)
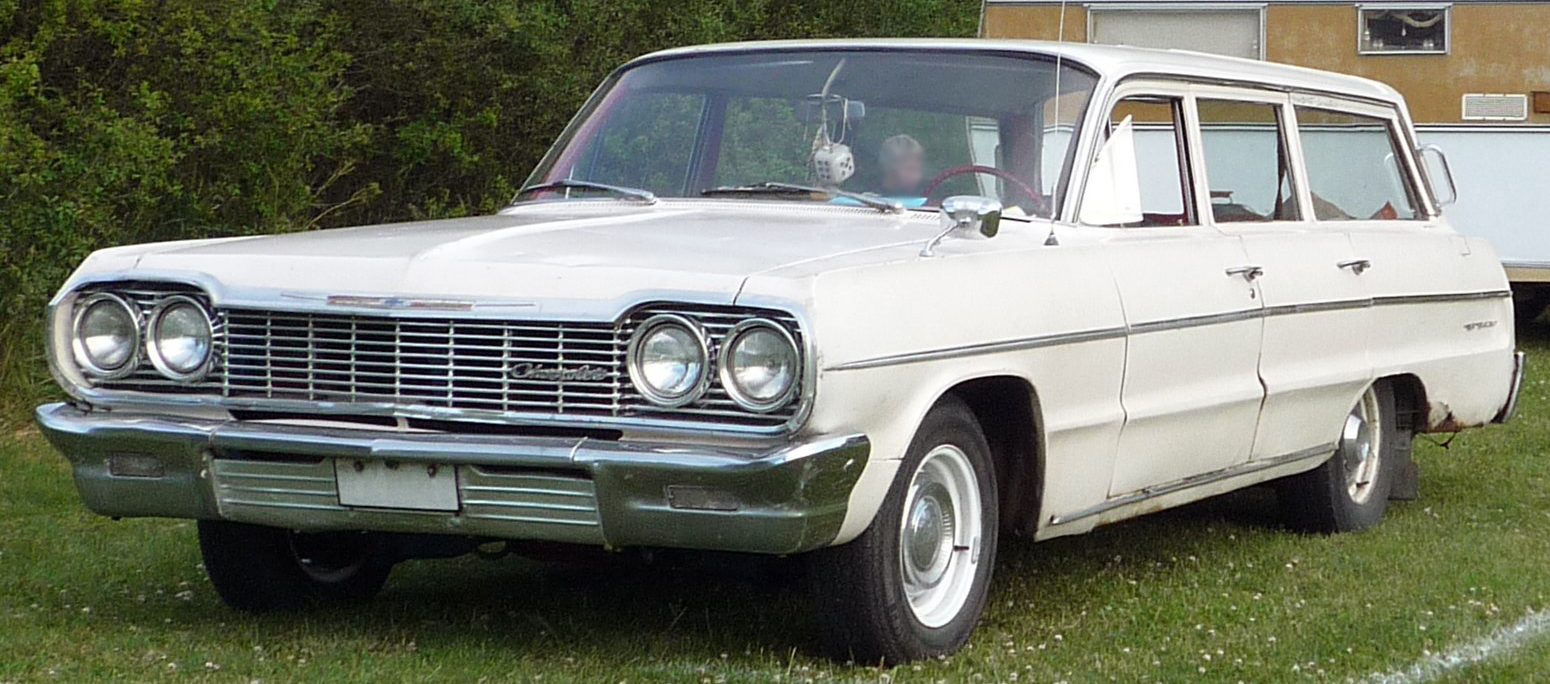
Chevrolet Bel Air Station Wagon (1964)

### Bel Air Serien 155 und 156 (1965–1970)
Komplett überarbeitet wurde der Bel Air im Modelljahr 1965 präsentiert. Die Wagen waren flacher, breiter und länger. Die Nase mit dem niedrigen Kühlergrill, der sich auch unterhalb des Stoßfängers erstreckte, formte ein flaches V, dessen Spritze nach vorne und oben wies. Über den hinteren Radausschnitten zeigte sich ein leichter Hüftknick. Neben dem altbekannten Sechszylinder-Reihenmotor gab es ein neues Aggregat mit 4097 cm3 Hubraum, das bei 4200 min−1 eine Leistung von 155 PS (114 kW) entwickelte. Die Sechszylindermodelle hießen nun Serie 155, während die V8-Modelle als Serie 156 bezeichnet wurden. Bei ihnen gab es einen neuen V8 mit 6489 cm3, der 325 bis 425 PS (239 bis 313 kW) leistete. Im Folgejahr gab es nur kleine Retuschen, wie zusätzliche Chromleisten an den Scheinwerfern.
1967 wanderten die vorderen Blinkleuchten an die Fahrzeugecken und bildeten mit der V-förmigen Nase eine deutliche Konturierung der Fahrzeugfront. Die Hüftknicke über den hinteren Radausschnitten wurden deutlicher. Der sechssitzige Kombi wurde in diesem Jahr nicht angeboten, erst im darauf folgenden wieder. 1968 wurden die vorderen Blinkleuchten wieder kleiner und machten einem deutlich nach oben gezogenen Frontstoßfänger Platz. Die Doppelscheinwerfer erhielten rechteckige, verchromte Rahmen. Technisch änderte sich in diesen beiden Jahren wenig.

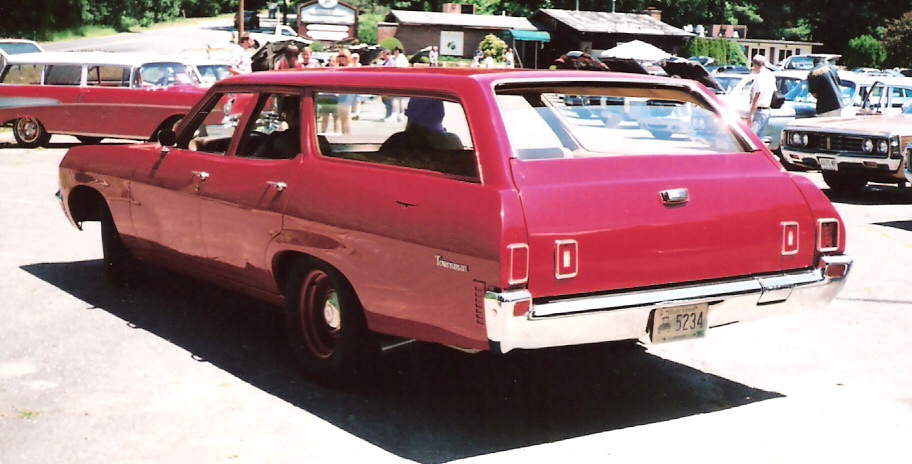
Chevrolet Townsman Serie 156 (1970)

Erneut komplett überarbeitet präsentierte sich die Serie für das Modelljahr 1969. Bei gleichem Radstand waren die Wagen in Länge und Breite nochmals gewachsen. Die noch stärker konturierte Front zeigte allseitig einen massiven Chromrahmen und die hinteren Radausschnitte waren so weit verkleinert worden, das die oberen Hälften der Räder fast abgedeckt waren. Die untere Hälfte des Heckabschlusses wurde vom verchromten, hinteren Stoßfänger eingenommen, der auch die drei schmalen Rückleuchten pro Seite aufnahm. Die Kombis – nur mit V8-Motoren verfügbar – hießen nun Townsman.
1970 gab es wenig Veränderungen. Die zweitürige Limousine wurde eingestellt und das Motorenprogramm gestrafft: Neben dem bekannten 4,1 l-Sechszylindermotor kam ein neuer V8 mit 5735 cm3 Hubraum und 250 PS (184 kW) Leistung.

### Bel Air Serien 155, 156, 1K und 1L (1971–1975)
1971 kam ein komplett neuer Bel Air heraus. Die Kombimodell hießen weiterhin Townsman. Der Radstand war bei der Limousine um 2 ½″ gewachsen, bei den Kombis gar um 6″. Die wuchtige, stark konturierte Front zeigte einen niedrigen Kühlergrill und Blinkleuchten wieder an den Fahrzeugecken. Alle großen Chevrolets bekamen Scheibenbremsen an allen vier Rädern. Die Motorleistungen sanken um je 5 PS.
Eine leichte Überarbeitung der Fahrzeugfront ließ 1972 den Kühlergrill in der Höhe schrumpfen. Der Radstand der Limousine legte nochmals um ½″ zu. Ab diesem Jahr wurden die Motorleistungen in Netto-PS (nhp) angegeben. Der stärkste V8-Motor besaß 7440 cm3 Hubraum und leistete 270 PS (199 kW). Die neue Modellbezeichnung war in diesem Jahr einheitlich für Sechs- und Achtzylinder Serie 1L.
1973 wurde der Biscayne nicht mehr angeboten und der Bel Air übernahm die Rolle des günstigsten Chevrolets in der oberen Mittelklasse. Somit übernahm er auch die Bezeichnung Serie 1K vom Biscayne. Die Kombimodelle hießen wieder Bel Air Station Wagon. Die Wagen bekamen eine leichte Überarbeitung von Front- und Heckansicht und wurden etwas länger. Die Leistung aller Motoren wurde unter dem Eindruck der Ölkrise um 10 bis 20 PS zurückgefahren. Im Folgejahr wurde der Sechszylinder nicht mehr angeboten.
1975, im letzten Jahr des Bel Air, wurden Katalysatoren eingeführt. Ansonsten gab es wenig Änderungen.
1976 gab es den Bel Air nicht mehr und der Impala Serie 1B ersetzte ihn als Einstiegsmodell in die obere Mittelklasse.

### Konzeptfahrzeug (2002)
Im Jahre 2002 wurde auf der NAIAS ein Konzeptfahrzeug eines neuen Bel Air vorgestellt, das jedoch nicht in eine Serie umgesetzt wurde. Das Fahrzeug hat einen 3,5-Liter-Reihenfünfzylinder-Motor aus der Vortec-Baureihe (Vortec 3500) mit Turboaufladung und einer maximalen Leistung von 315 hp (235 kW). Die Leistung wird mittels Vierstufen-Automatikgetriebe an die Räder übertragen. Die Außenlänge beträgt 4852 mm und die -breite 1819 mm.
Der Wagen wäre Chevrolets Antwort auf den entsprechenden Ford Thunderbird („Retro-Bird“) gewesen, der von 2002 bis 2005 tatsächlich gebaut wurde, aber auch nicht den erhofften Verkaufserfolg hatte.